# Карл-Гайнц Краль
Карл-Гайнц Краль (нім. Karl-Heinz Krahl; 24 вересня 1914, Бреслау, Німецька імперія — 13 квітня 1942, Лука, Мальта) — німецький льотчик-ас, гауптман люфтваффе. Кавалер Лицарського хреста Залізного хреста.
Краль здобув від 19 до 24 повітряних перемог. Загинув у бою.

## Нагороди
- Нагрудний знак пілота
- Шнур за відмінну стрільбу для люфтваффе
- Іспанський хрест в золоті з мечами (червень 1939)
- Залізний хрест 2-го і 1-го класу
- Лицарський хрест Залізного хреста (13 листопада 1940) — як гауптман 2-ї групи 2-ї винищувальної ескадри «Ріхтгофен» за 15 повітряних перемог.
- Орден «Доблесний авіатор», офіцерський хрест (Румунія)